# Mankells Wallander: Heimliche Liebschaften
Heimliche Liebschaften (schwedisch: Blodsband ) ist ein schwedisch-deutscher Fernsehfilm aus dem Jahr 2006.
Es handelt sich um die elfte Folge der ersten Staffel, also die insgesamt elfte Folge der schwedischen Kriminalserie Mankells Wallander mit Krister Henriksson in der Hauptrolle. Die Erstaufführung in Schweden fand am 25. Oktober 2006 auf TV4 statt; die deutschsprachige Erstausstrahlung erfolgte am 7. April 2007 auf Das Erste.

## Handlung
Wallander unterzieht sich einem Belastungs-EKG und erzählt, dass er gerne eine Wanderung im Nationalpark Sarek unternehmen würde. Da benachrichtigt ihn Linda, dass es einen neuen Fall gibt.
An Bord eines Boot ist allem Anschein ein Mord geschehen. Das Boot gehört einem Styk Dyrander, wird aber von seiner Tochter Louise Dyrander genutzt. Louise ist unverheiratet, der Hafenmeister sagt aber aus, dass Louise öfter in Begleitung eines Mannes da war. Am Abend hat er die Bootstür bemerkt, die auf- und zuschlug. Louise stammt aus Malmö; die dortige Polizei untersucht ihre Wohnung und will sich melden, falls sie etwas findet. Ein Paar, das in der Nähe wohnt, hat ein kleines Auto wegfahren gesehen, vermutlich einen Fiat. Das Rettungsboot des Bootes ist über Nacht verschwunden; laut Hafenmeister war es am Abend vorher noch da. Im Boot findet sich ein riesiger Blutfleck, jedoch keine Leiche. Als Tatwaffe identifiziert Nyberg ein großes Stück Glas. Mit Hilfe des alten Radioweckers an Bord kann er die Tatzeit auf 23:47 Uhr rekonstruieren.
Die Polizei aus Malmö schickt ein Foto Louises mit einem Mann, dass sie in ihrer Küche gefunden hat. Außerdem wurde Louisa am Abend von einem Micke Petterson aus Ystad angerufen. Micke Petterson ist mit einer Jeanette Petterson verheiratet und hat drei Kinder. Sie wohnen mit Freunden in einer WG auf einem Hof.
Wallander und Linda nehmen Micke Petterson mit aufs Revier. Dort sagt er aus, dass er diesmal mit Louise Schluss machen wollte; als er das Boot verließ, habe sie noch gelebt. Jemand anders muss Louise umgebracht haben, er habe aber keine Ahnung, wer. Nachdem er das Boot verließ, sei er zu einem Freund namens Oskar Ung gefahren.
Wallander schickt Stefan und Linda zu Oskar Ung, um das Alibi zu überprüfen. Als sie bei ihm sind, stellt Stefan fest, dass Oskar und Linda sich von früher kennen. Oskar bestätigt, dass Micke kurz nach elf zu ihm kam und kurz nach eins wieder gefahren ist. Linda erzählt Stefan, dass sie und Oskar vor zehn Jahren zusammen waren und beide abgerutscht sind; sie konnte sich rausziehen und Oskar nicht. Linda bekommt einen Anruf, dass die Leiche von Louisa gefunden wurde.
Louisas Leiche befindet sich im Rettungsboot ihrer Yacht und lässt sich anhand der Papiere in der Handtasche identifizieren, die bei der Leiche dabei war. Wallander vermutet, dass jemand die Leiche ins Boot gelegt hat, damit sie aufs Meer hinaustreibt, aber dann hätte der Wind gedreht. Im Boot befinden sich Blutflecken mit Teilen eines Schuhabdrucks, aus denen Nyberg am Computer einen vollständigen Stiefelausdruck rekonstruieren konnte. Jeanette überlässt Wallander Mickes Schuhe zum Spurenvergleich; sie und Anki Hedman aus der WG hätten am Tatabend bis nach Mitternacht einen Film geschaut; Marie und Jonas aus der WG wären auch dabei gewesen. Den Hof haben sie verpachtet, zum Lebensunterhalt betreiben sie eine Pferdezucht und einen Pferdehof und vermieten Pferdeboxen unter. Daneben betreiben sie auch eine Kindertagesstätte. Zurzeit hatte Louise eine Pferdebox gemietet, jedoch ohne Bezahlung. Wallander findet in dem Chevy, in dem Micke am Tattag unterwegs war, Stiefel mit Blutspuren.
Micke und Louise sind zusammengekommen, als Louise die Pferdebox angemietet hat, er bleibt aber dabei, dass er sie nicht umgebracht hat. Als Wallander Micke mit den Stiefeln mit den Blutspuren konfrontiert, gesteht Micke, dass er am Abend nochmal aufs Boot zurückgekehrt sei, da sei Louise tot und alles voller Blut gewesen. Er habe Louises Leiche verschwinden lassen, um die Spuren zu verwischen. Er hätte gedacht, Jeanette hätte Louise umgebracht. Wallander behält Micke wegen der Beseitigung der Leiche da. Nyberg entdeckt in Louises Handtasche ein Zierstück, auf dem sich ein mit Blut gezeichneter Strich befindet.
Am Abend fährt Linda zu Oskar, um privat mit ihm zu reden, weil sie ihm erklären will, warum sie ihn damals verlassen hat, doch meint er, es sei ok, weil es schon so lange her sei. Beide essen gemeinsam und werden von einem Unbekannten fotografiert.
Nyberg besucht Wallander und berichtet, dass im Boot noch weitere Fußspuren entdeckt wurden, die zwei Nummern größer sind als die Schuhgröße von Micke. Beide erzählen einander von ihren Urlaubsplänen.
Während Linda bei Oskar sitzt, bekommt sie von Stefan einen Anruf, weil Anki Hedman im Pferdestall erschossen wurde. An der Wand im Pferdestall befindet sich eine rote Markierung mit zwei Strichen, also eine Nummerierung. Zeugen haben auf der Straße einen roten Fiat Uno stehen gesehen. Wallander will alle Informationen über die WG wie Strafregister und die Finanzen. Linda erzählt, dass sie zur Tatzeit bei Oskar war und wird von Wallander ermahnt, ihre Privatermittlungen sein zu lassen.
Die Kinder sind mit Marie im Schwimmbad und wissen noch nicht, was mit Anki passiert ist. Als Marie und die Kinder nach Hause wollen, müssen sie auf Benjamin warten, der noch auf Toilette musste.
Wallander machen der WG Vorschläge, wie man am besten für ihre Sicherheit sorgen kann, da Louise und Anki nummeriert waren und man nicht weiß, ob der Täter schon fertig ist, doch zeigt sich Jeanette abweisend.
Als Marie mit den Kindern nach Hause kommt, sind auf Sebastians Pullover drei Striche mit Filzstift markiert. Wallander sieht nicht viele andere Möglichkeiten als einen Polizeiwagen beim Bauernhof fahren zu lassen. Stefan berichtet, dass am Schwimmbad ein roter Fiat Uno gesehen wurde. Es gibt einen Werkstattbesitzer Holger Molander, dem ein roter Fiat Uno gehört. Stefan und Linda fahren hin, um ihn zu überprüfen. Holger Molander gibt an, dass sein Fiat nicht anspringt, wovon Stefan sich vor Ort überzeugen kann. Da taucht ein Mann auf, der sich als Holger Molander herausstellt. Stefan rennt dem falschen Holger Molander her und wird überwältigt, während der echte Holger Molander flüchtet. Nyberg findet die Fingerabdrücke eines Roger Riis, der mit fünf Leuten an einem bewaffneten Raubüberfall auf einen Geldtransporter beteiligt war, vor einem Jahr zu acht Jahren Gefängnis verurteilt wurde und vor drei Monaten geflohen ist. Wallander und Linda finden in seiner Gefängniszelle verschiedene Zettel mit Personalinformationen über die WG-Mitglieder. Linda hat herausgefunden, dass der Bauernhof einer Stiftung gehört, die ihn für 8000 Kronen pro Monat an die Reitschule Equinox vermietet, die Jeanette Petterson gehört. Oskar hat von seinen Eltern geerbt, unter anderem eine Lebensversicherung. Linda erzählt ihrem Vater, dass sie gemeinsam mit Oskar in der Psychiatrie war, der wegen eines Drogenentzugs dort war. Entgegen dem ursprünglichen Verbot bittet Wallander Linda nun darum, ein paar Privatermittlungen anzustellen.
Linda fährt zu Oskar. Er erzählt, dass er eine Frau kennengelernt hat, die auf Drogen war und auch ihn in Abhängigkeit gebracht hat und die von ihm mit Benjamin schwanger wurde. Was die Morde angeht, hat Linda das Gefühl, das Oskar aus Angst etwas verschweigt. Als er will, dass Linda verschwindet, hält sie ihm entgegen, dass sie ihn damals verließ, obwohl sie ihn geliebt und wusste, dass er kaputtgeht, aber er hätte sie belogen und bestohlen. Daraufhin bittet er Linda, zu bleiben. Beide kommen sich näher. Angeblich sagt ihm der Name Roger Riis nichts.
Wallander entwickelt die Theorie, dass Roger Riis, als er die Idee zu dem Überfall auf den Geldtransporter hat, seinen Freund Micke Petterson – beide haben sich vor drei Jahren im Gefängnis kennengelernt, als Roger Riis wegen Körperverletzung einsaß – kontaktiert, der wiederum seine Freunde aus der WG kontaktiert hat. Roger Riis wurde als einziger geschnappt und wäre demnach ausgebrochen, um an seinen Teil der Beute zu kommen, und als das nicht gelang, hätte er angefangen, die Frauen umzubringen. Laut der Polizei in Malmö hatte Oskar Ung wiederum Kontakt zu einem Waffenhändler. Stefan schlägt als Ermittlungsansatz Holger Molander vor, zu dem Roger Riis Kontakt hatte.
Die WG berät, wie sie auf die Bedrohung durch Roger Riis reagieren soll. Von seinem Anteil ist nichts mehr übrig, da Micke alles investiert hat; den Hof zu verkaufen geht laut Jeanette auch nicht so schnell. Oskar schlägt vor, der Polizei einen anonymen Tipp zu geben, woraufhin Roger Riis lebenslänglich inhaftiert werden würde. Jeanette meint, dass Benjamin dann in jedem Fall gefährdet wäre.
Als in der Wohnung von Holger Moranders Bruder Licht brennt, obwohl dieser im Gefängnis sitzt, stürmt die Polizei die Wohnung, die sich als leer erweist. Stefan entdeckt in der Küche heimlich aufgenommene Fotos von den WG-Mitgliedern.
Oskar will Roger Riis erschießen; Linda versucht vergeblich, ihn daran zu hindern. Wallander sieht darin eine Chance, dass Oskar auf diese Weise die Polizei zu Roger Riis führen könnte. Stefan macht sich Sorgen um Linda, weil sie auf den Fotos mit Oskar zu sehen ist und jetzt auch auf der Liste des Mörders stehen könnte. Oskar fährt mit zwei weiteren Mitgliedern der WG los. Stefan und Linda nehmen die Verfolgung auf, verlieren die drei aber, weil sie das Auto wechseln.
Inzwischen legt Oskar auf einem Fußballfeld eine Tasche ab. Als ein Mann auftaucht und die Tasche holen will, schießt Oskar ihn nieder. Da taucht Roger Riis auf und verlangt das Geld. Er will das Geld bis zum nächsten Tag, ansonsten würde er Benjamin und die anderen Kinder töten. Jonas Olsson wurde bei der Konfrontation verletzt und kommt in die Notaufnahme. Wallander hofft, dass Jonas’ Frau Marie der Polizei weiterhelfen kann, doch sie weiß nichts.
Jeanette, Oskar und Pierre unternehmen einen Raubüberfall auf einen Supermarkt, um Roger Riis auszahlen zu können.
Ein Telefongespräch von Marie führt zu einem Handymast in einer verlassenen Gegend. Linda weiß, dass Oskars Vater dort eine Jagdhütte hat. Dort wartet schon Roger Riis, als Jeanette, Oskar und Pierre erscheinen. Während Wallander Verstärkung ruft, greift Stefan ein und eröffnet das Feuer. Als Linda Oskar stellt, erscheint Roger Riis hinter ihr. Es fallen Schüsse; Oskar und Roger Riis brechen tot zusammen. Stefan kommt hinzu und nimmt Linda in den Arm.
Linda sitzt nachdenklich im Auto am Strand, als Wallander dazukommt. Oskars Schwester hat Wallander informiert, dass seine Beerdigung am Freitag stattfindet. Linda meint, dass das alles nicht passiert wäre, wenn sie ihn geliebt hätte, und das sie ihn getötet hat. Wallander entgegnet, dass der Unterschied zwischen den beiden darin bestand, dass Linda sich aus dem Dunkel herausziehen konnte und jetzt blüht.
Aus Wallanders Wanderung durch den Sarek wird nichts, weil nach Aussage seiner Ärztin sein Blutdruck zu hoch ist.

## Kritiken
„Routinierter (Fernsehserien-)Krimi um den bärbeißigen Provinz-Kommissar Wallander, der sich weiterhin familiäre Scharmützel mit seiner Tochter liefert. - Ab 14.“